# Thumana
Thumana (albanisch auch Thumanë) ist ein Dorf im Norden Albaniens in der Gemeinde Kruja, Qark Durrës, am Rand der Küstenebene zwischen Fushë-Kruja und Mamurras.
Bis 2015 war Thumana Hauptort einer eigenständigen Gemeinde mit dem Namen Kodër-Thumana (Thumana-Hügel). Diese Gemeinde umfasste auch noch die Dörfer Borizan, Bushnesh, Derven, Dukagjin i Ri, Gramëza, Kodër-Thumana, Miliska und Sukth-Vendas. Bei der Volkszählung 2023 wurden in der Njësia administrative (Verwaltungseinheit der Bashkia) 10.719 Einwohner erfasst. Im Jahr 2011 lebten auf dem Gebiet noch 12.335 Einwohner. Thumana war damals eine der wenigen Gemeinden ländlichen Typs (komuna) in Albanien mit mehr als 10.000 Einwohnern.

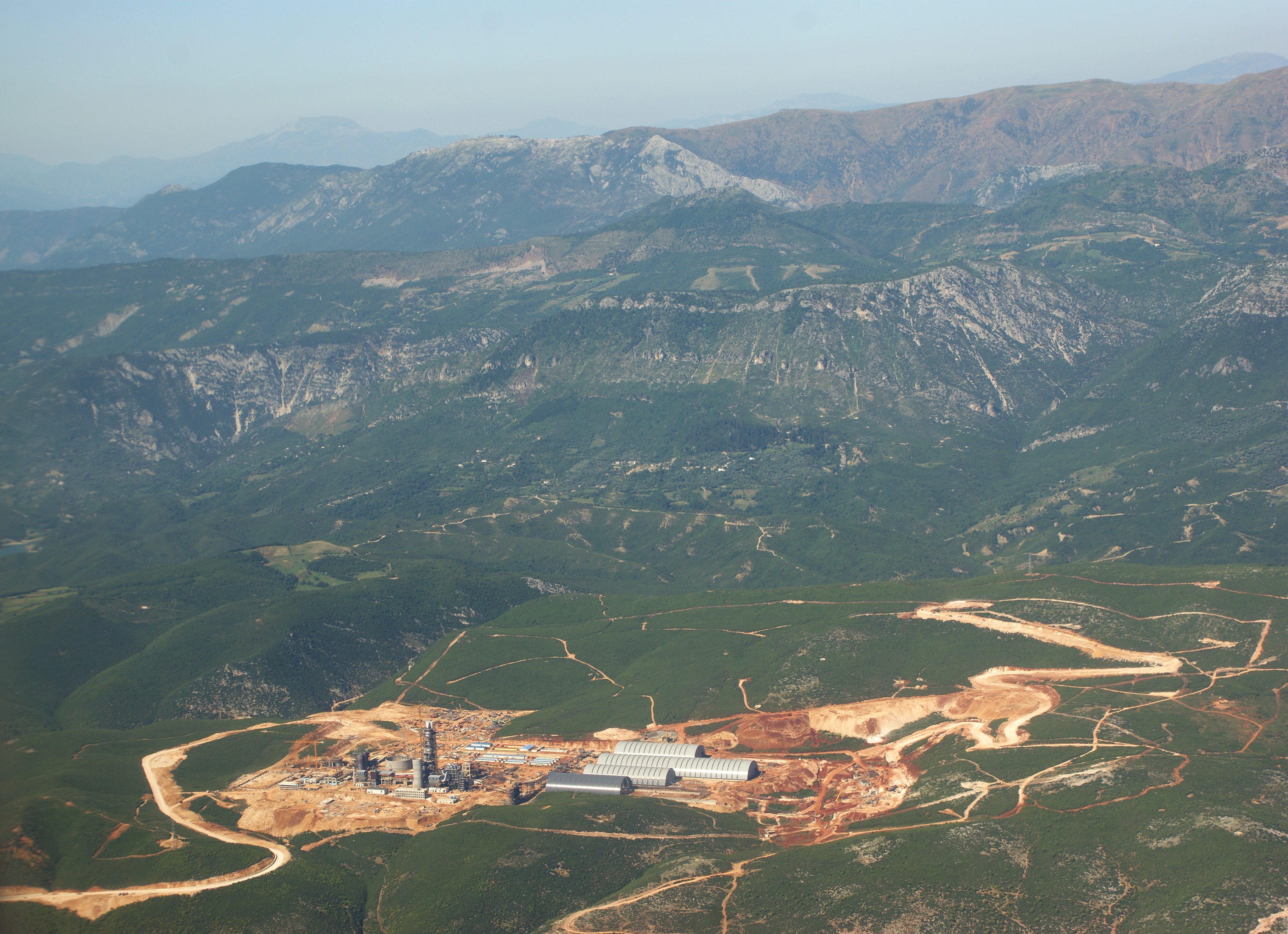
Das Zementwerk oberhalb von Thumana

Westlich des Ortes verlaufen die Nationalstraße SH1 und die Eisenbahnlinie der Hekurudha Shqiptare, die Nordalbanien mit Tirana verbinden. Am nordöstlichen Dorfrand liegt ein kleiner Stausee. Östlich des Ortes beginnt das Hügelland, das zum Skanderbeggebirge hochsteigt. In den Hügeln betreibt die Firma Antea Cement, Tochter der griechischen Titan Group, bei Boka e Kuqë einen großen Kalksteinbruch und ein bedeutendes Zementwerk.
Thumana war einer der Orte, die am stärksten vom  Erdbeben am 26. November 2019 getroffen wurden. Mindestens drei Wohnhäuser stürzten ein, wodurch im Ort 24 Personen ihr Leben verloren haben. Im Nachhinein wurde mit internationaler Hilfe großflächig neu aufgebaut: Ein ganzes Viertel mit neuen kleinen Einfamilienhäusern, mehrere Wohnblocks im Ortszentrum, Schul- und Verwaltungsgebäude wurden neu errichtet. Ein ehemaliger Wasserturm wurde zu einem Aussichtsturm und Gedenkstätte für die Opfer des Erdbebens umgebaut.

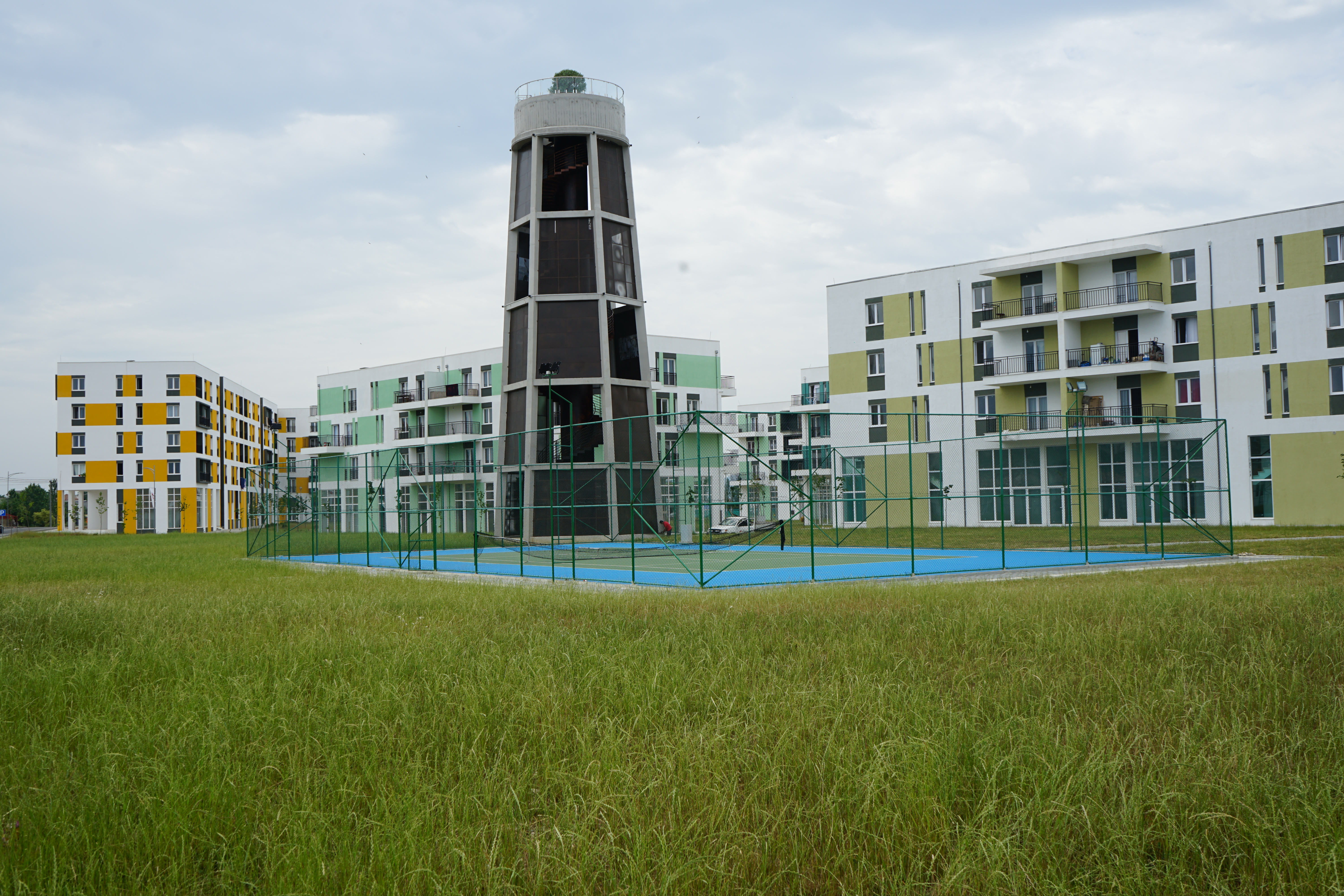
Erinnerungsturm zwischen neuen Wohnblocks
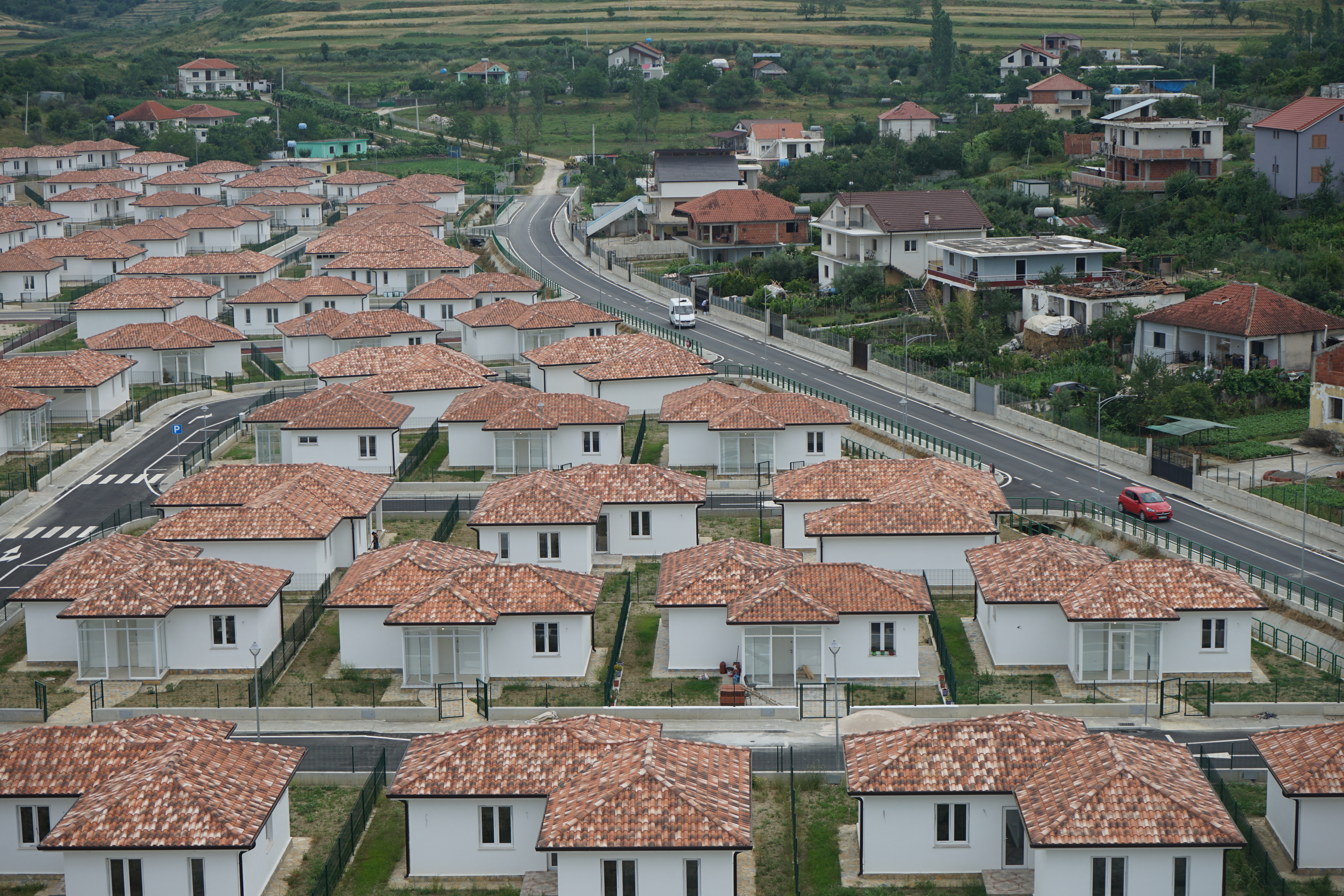
Neue Häuser für Opfer des Erdbebens
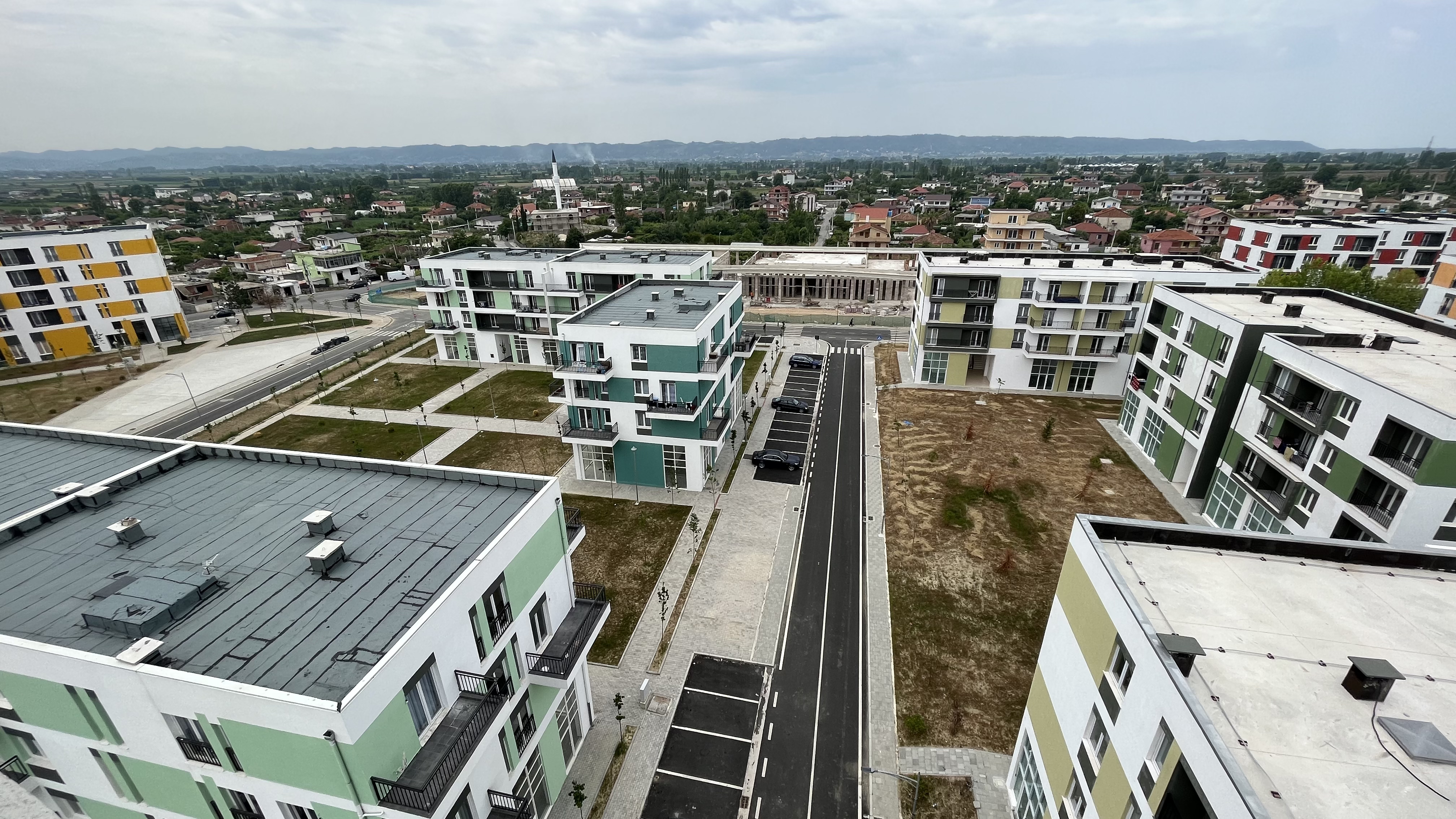
Blick übers Ortszentrum mit neuen Häusern